# Ville Platte, Louisiana
Ville Platte, Louisiana (енгл. Ville Platte) град је у америчкој савезној држави Луизијана.

## Демографија
По попису из 2010. године број становника је 7.430, што је 715 (-8,8%) становника мање него 2000. године.
| Група             | 2000.         | 2010.         |
| Белци             | 3.258 (40,0%) | 2.494 (33,6%) |
| Афроамериканци    | 4.779 (58,7%) | 4.783 (64,4%) |
| Азијати           | 6 (0,1%)      | 41 (0,6%)     |
| Хиспаноамериканци | 100 (1,2%)    | 74 (1,0%)     |
| Укупно            | 8.145         | 7.430         |